# 多浪农场
多浪农场，是中华人民共和国新疆维吾尔自治区伊犁哈萨克自治州伊宁县下辖的一个乡镇级行政单位。

## 行政区划
多浪农场下辖以下地区：
农一队、农二队、农三队、农四队和英塔木村。